# Wieferichovo prvočíslo
Wieferichovo prvočíslo je takové prvočíslo p, pro něž platí, že p2 dělí 2p − 1 − 1. Jediná dosud známá Wieferichova prvočísla jsou 1093 a 3511. Dále je známo, že až do 6,7×1015 další Wieferichovo prvočíslo neexistuje.
Wieferichova prvočísla byla poprvé popsána Arthurem Wieferichem v roce 1909 v souvislosti s velkou Fermatovou větou, mají význam v teorii čísel a možné aplikace v kryptografii.[zdroj⁠?!]
Tabulka Wieferichových prvočísel Wn:
| #  | Wn   | Rok objevu | Objevitel                |
| -- | ---- | ---------- | ------------------------ |
| 1. | 1093 | 1913       | Waldemar Meissner        |
| 2. | 3511 | 1922       | Nicolaas G. W. H. Beeger |